# Ponce (obispo de Oviedo)

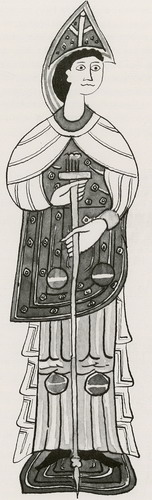
Representación de un obispo del o del principio del en el Codex Emilianensis

Ponce, también conocido como Poncio de Tabernoles por haber sido abad de la abadía de San Saturnino de Tabérnolas, fue un religioso catalán, obispo de Oviedo entre los años 1025 y 1035. El rey Sancho Garcés el Mayor le encomendó en 1030 la restauración de la diócesis palentina que había sido destruida por las invasiones musulmanas.

## Datos biográficos
Sus primeros pasos conocidos lo sitúan en un monasterio en Ripoll, en tiempos del abad Oliba según se desprende de una carta al rey Sancho el Mayor, donde el abad llama a Ponce «hermano e hijo nuestro».
Se sigue su pista en la abadía de San Saturnino de Tabérnolas donde ya figura como abad por lo menos desde 1002. Fue uno de los albaceas del testamento, otorgado el 28 de julio de 1010, por el conde de Urgel Ermengol I quien dejó a la abadía cuantiosos bienes.
En 1018, gracias a su relación con el Reino de Pamplona, entró a formar parte del grupo de consejeros del rey Sancho Garcés el Mayor. En un documento de 1022 el rey de Pamplona lo califica como domne meus magister Poncius abba («mi señor y maestro el abad Poncio»). En 1023, junto con un noble llamado García, hombre de confianza del monarca pamplonés, intercedió ante el abad Oliva para que aprobara el matrimonio de la hermana del rey, Urraca, con Alfonso V, con quien le unían lazos de sangre por ser su pariente en tercer y cuarto grado. El abad Oliva se negó rotundamente a dar su visto bueno a este matrimonio que calificó como un enlace incesti connubii. Sin embargo, a pesar de su negativa, el matrimonio se celebró entre el 11 de mayo de 1023 —fecha de la carta del abad—, y el 13 de noviembre del mismo año. Ponce acompañó a la infanta Urraca a León para su casamiento con Alfonso V y se cree que Urraca intercedió por él ante el rey para nombrarle obispo de Oviedo.
Se trasladó a Oviedo para hacerse cargo de la iglesia de Oviedo según consta en un documento datado el 29 de septiembre de 1023 año en que Sancho el Mayor congregó un concilio en Pamplona y aparece como asistente y firmante con el título de obispo, aunque pudo ser, al principio, auxiliar de Adga, que figura como obispo hasta el 30 de agosto de 1025.
Años más tarde, en 1059 el rey Fernando I de León recordaría que fue Alfonso V quien llevó a León al obispo Ponce «oriundo de las tierras levantinas» y que este practicaba el rito romano. Se mantuvo al lado del sucesor de Alfonso V, su hijo Bermudo III, y el 15 de noviembre de 1028 confirma, como Pontius, episcopus, unas donaciones del nuevo monarca a la Catedral de Santiago de Compostela.
Hacia 1030 se asentó en la abadía de Santa María de Husillos en el condado de Monzón para, desde allí, comenzar las tareas de la restauración de la diócesis de Palencia, destruida por las invasiones islámicas, después de obtener la aprobación del papa Benedicto IX. Se halló en el reino de Pamplona confirmando como obispo de Oviedo una donación del rey Sancho el Mayor al monasterio de Leyre el 26 de diciembre de 1032 y en 1033 también aparece como dompnus Poncius, metropolitanus ovetensis en una venta realizada por el rey pamplonés al monasterio de Leyre. Igualmente consta en ese mismo año en un documento que reformaba las normas del monasterio de San Salvador de Oña, introduciendo las de la Orden de Cluny.
El rey Sancho el Mayor, en un diploma fechado el 21 de diciembre de 1034, dirigido al obispo Ponce y a Bernardo, después obispo de Palencia, aprobaba la creación y dotación de la diócesis palentina, fijando sus límites. Ponce vuelve a aparecer el 21 de enero de 1035 en la ceremonia de consagración de la Catedral de San Antolín de Palencia junto con el nuevo obispo de Palencia Bernardo que «fue elegido  por consejo del mismo Don Ponce».
Pudo haber fallecido entre el 21 de enero de 1035, fecha de la consagración de la catedral palentina, y antes del 22 de febrero del mismo año cuando ya aparece Froilán como nuevo obispo de Oviedo. Según el historiador Alfonso Sánchez Candeira, es posible que Ponce «renunciara a su diócesis de Oviedo» aunque Riu lo considera improbable.
| Predecesor: Adga | Obispo de Oviedo 1025-1035 | Sucesor: Froilán |